# Barcelona Ladies Open 2012
Barcelona Ladies Open 2012 var en professionel tennisturnering for kvinder, der blev spillet på udendørs grus. Det var den 6. udgave af Barcelona Ladies Open . Turneringen var en del af WTA Tour 2012. Turneringen blev afviklet i Barcelona, Catalonien, Spanien fra 9. april til 15. april 2012. 

## Finalerne

### Damesingle
Uddybende artikel: Barcelona Ladies Open 2012 (damesingle)
- Sara Errani –  Dominika Cibulková 6–2, 6–2
- Det var Errani's anden titel i 2012 og hendes 4. i karrieren.

### Damedouble
Uddybende artikel: Barcelona Ladies Open 2012 (damedouble)
- Sara Errani /  Roberta Vinci –  Flavia Pennetta /  Francesca Schiavone, 6–0, 6–2